# 洛特雷克
洛特雷克（法語：Lautrec，法語發音：[lotʁɛk]）是法国奥克西塔尼大区塔恩省的一个市镇，属于卡斯特尔区。

## 地理
洛特雷克（43°42'22"N, 2°8'20"E）面积54.64 平方千米，位于法国奧克西塔尼大區塔恩省，该省份为法国南部内陆省份，北起顺时针与阿韦龙省、埃罗省、奥德省、上加龙省和塔恩-加龙省接壤。
与洛特雷克接壤的市镇（或旧市镇、城区）包括：布鲁斯、屈克、容基耶尔、蒙皮尼耶、佩雷古、皮卡尔韦勒、圣热内斯德孔泰斯、圣于连迪皮、韦内斯。

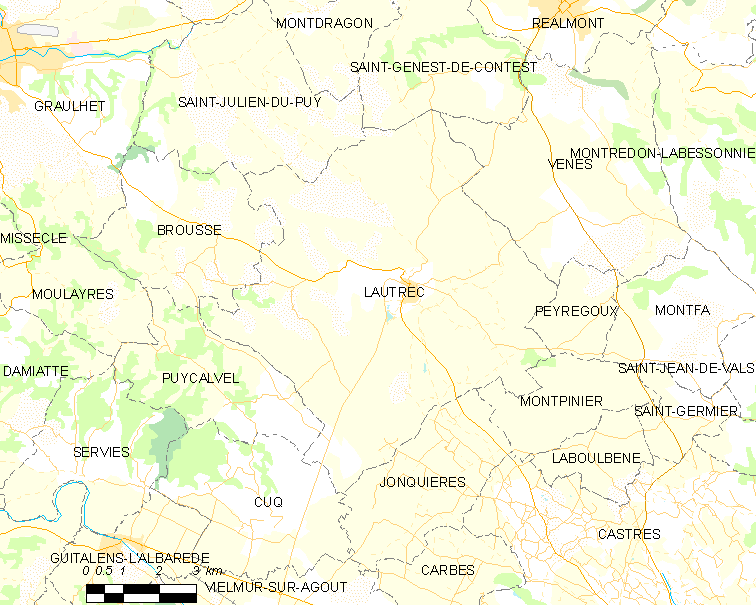
洛特雷克的OSM定位图

洛特雷克的时区为UTC+01:00、UTC+02:00（夏令时）。

## 行政
洛特雷克的邮政编码为81440，INSEE市镇编码为81139。

## 政治
洛特雷克所属的省级选区为阿古平原县。

## 人口

1962-2008年间洛特雷克人口变化图示

洛特雷克于2022年1月1日时的人口数量为1690人。